# Stagione di college football 1874
La Stagione di college football 1874 fu la sesta stagione di college football negli Stati Uniti. Fu molto simile, nella sua forma embrionale e non strutturata, alle stagioni precedenti, le regole non erano state ancora codificate in maniera univoca.
La stagione ha i contorni non molto ben definiti, secondo alcuni ricercatori le squadre che si possono considerare nella classifica finale sono cinque, mentre in base ad altre ricerche salgono a otto, arrivando a nove nel caso si conteggiasse anche la McGill, che però partecipò ad una sola gara, sul suo terreno di casa in Canada, con le proprie regole di gioco. Anche sul numero di gare ci sono discrepanze: da un minimo di nove gare ufficiali ad un massimo di dodici, di cui la prima giocata il 17 ottobre 1874 con la vittoria di Rutgers su Columbia per 6-1 sul proprio campo di casa. Le gare si conclusero il 5 dicembre con la vittoria 6-1 di Yale su Rutgers.
Il 23 ottobre, Harvard era andata in campo a Montreal, sfidando la Università McGill vincendo 3-0, questo risultato rimane per alcuni escluso dal novero delle gare disputate, così come la vittoria 6-0 di Stevens Tech su New York. 
Il 4 giugno 1875 Harvard e Tufts si sfidarono in una gara che viene conteggiata nella stagione 1874: la partita fu vinta dalla Tufts 1-0 e un articolo su questa partita apparve nel quotidiano Boston Globe il giorno dopo: undici uomini contro undici, i giocatori potevano raccogliere la palla ovale con le mani e potevano essere fermati da placcaggi o "buttati a terra". Una fotografia della Tufts del 1875, nella College Football Hall of Fame a South Bend, commemora questa partita come la prima partita di football interuniversitario tra due istituzioni degli Stati Uniti.
Secondo l'Official NCAA Division I Football Records Book, Yale e College of New Jersey risultano essere campioni nazionali ex aequo di quella stagione.

## Classifica finale
| Scuola                 | Conference V-S-P | Totale V-S-P |
| ---------------------- | ---------------- | ------------ |
| Yale                   | -                | 3 - 0        |
| College of New Jersey  | -                | 2 - 0        |
| Tufts                  | -                | 1 - 0        |
| Rutgers                | -                | 2 - 2        |
| Stevens Tech           | -                | 2 - 2        |
| Harvard                | -                | 1 - 1        |
| Columbia               | -                | 1 - 5        |
| University of New York | -                | 0 - 1        |

## College esordienti
- Tufts Jumbos football